# Descarga electrostática

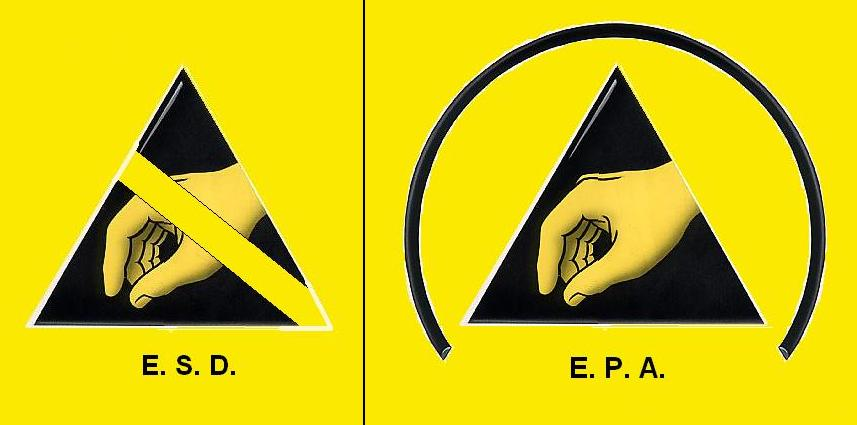
Símbolo para componentes electrónicos con riesgo de daño por ESD (izquierda) y equipos protegidos contra electrificación (derecha).

La descarga electrostática (conocido por las siglas en inglés ESD, que significan electrostatic discharge) es un fenómeno electrostático que hace que circule una corriente eléctrica repentina y momentáneamente entre dos objetos de distinto potencial eléctrico; como la que circula por un pararrayos tras ser alcanzado por un rayo. 
El término se utiliza generalmente en la industria electrónica y otras industrias para describir las corrientes indeseadas momentáneas que pueden causar daño al equipo electrónico.

## Principales causas
Para comprender el proceso de formación de dicha corriente hay que considerar que un cuerpo cualquiera está formado por un número indeterminado de moléculas ligadas entre sí por fuerzas de atracción y repulsión que les permite sostenerse en equilibrio sin que entren en contacto. Sabemos que el electrón es la más pequeña cantidad de agente eléctrico, la partícula elemental de electricidad negativa. Sabemos que dichos electrones tienen una estabilidad precaria en el átomo y pueden abandonar su órbita a consecuencia de un choque, fricción, conmoción nuclear y otras muchas circunstancias.
Si tenemos en cuenta que el cuerpo humano actúa como positivo y los electrones como negativo y que, además, dos cuerpos cargados en sentido opuesto se atraen, se comprende por qué se produce una descarga en el dedo cuando se toca la extremidad de un objeto metálico, excelente conductor eléctrico, cargado con electrones, cuya virtud consiste en acumularse en las partes extremas o periféricas de las materias.
Como, por otra parte, la elevación de temperatura favorece al desprendimiento de electrones, o mejor dicho, la electrización, el roce de las nubes entre sí o el de las capas de aire seco, así como los roces de frenos y correas del coche, incrementan considerablemente la triboelectricidad.
Este tipo de electricidad estática es la principal causa de las descargas electrostáticas, que se generan a menudo a través de la electrificación de contactos eléctricos o la separación de cargas eléctricas que ocurre cuando dos materiales hacen contacto y después se separan. Los ejemplos de este tipo incluyen caminar sobre una alfombra, descender de un coche, o quitar algunos tipos de empaquetados de plástico. En todos estos casos esta fricción entre dos materiales cargado con electricidad de distinto signo da lugar a la electrificación, creando así una diferencia de potencial eléctrico que puede conducir a un acontecimiento de descarga. 
Otra causa de las descargas electrostáticas es la inducción electrostática. Esta puede ocurrir cuando un objeto eléctricamente cargado se pone cerca de un objeto conductor aislado de tierra. La presencia del objeto cargado crea un campo electrostático que crea cargas eléctricas distribuidas por la superficie del otro objeto. Aun cuando la carga electrostática neta del objeto no haya cambiado, ahora tendrá regiones de exceso de carga positivas y negativas. Un acontecimiento de ESD puede ocurrir cuando el objeto entra en el contacto con una trayectoria conductora. Por ejemplo, las regiones cargadas en las superficies de poliestireno expandido de tazas o de bolsos plásticos pueden inducir un potencial en componentes sensibles próximos de ESD mediante el fenómeno de inducción electrostática y la descarga puede ocurrir si el componente se toca con una herramienta metálica.

## Historia y antecedentes
Para la mayoría de las personas, la electricidad estática no es más que el simple calambre que se experimenta al tocar la manilla metálica de una puerta después de haber andado sobre una alfombra, o de haberse deslizado en el asiento de un automóvil.
Sin embargo, el campo de la electrostática va mucho más allá, puesto que ha sido un grave problema para la industria durante siglos. A principios del siglo XV, los fuertes Europeos y del Caribe usaban ya procedimientos de control y dispositivos para prevenir que las descargas electrostáticas hiciesen explotar los almacenes de pólvora negra.
En la década de 1860 aproximadamente, las fábricas de papel de EE. UU. usaban los aterrizamientos básicos, técnicas de ionización de flama y tambores de vapor para disipar la electricidad estática de las redes de papel cuando pasaban a través del proceso de secado.
Cualquier negocio y proceso industrial ha tenido en algún momento sus propios problemas con respecto a la carga y descarga electrostática. Ejemplos claros pueden ser la munición y explosivos, la farmacéutica, agricultura, impresión y artes gráficas, textiles, pintura o plásticos. En todos ellos, el control de la electricidad estática tiene una importancia significativa.
Con la llegada de la era tecnológica, aparecieron también nuevos problemas en este ámbito. Conforme los aparatos electrónicos se hacían más rápidos y pequeños, su sensibilidad con respecto a las descargas electrostáticas o ESD, se veía aumentada. Hoy día, las ESD tiene un impacto significativo en cada uno de los aspectos de la electrónica.
A pesar del gran esfuerzo realizado en el último cuarto de siglo, las ESD aún afectan al rendimiento de la producción, los costes, la fiabilidad del producto, etc. Los expertos de las industrias han estimado que el promedio de pérdidas de producto relacionadas con la electricidad estática va desde un 8% hasta un 33%. 

## Tipos
La forma más llamativa o espectacular de una ESD es la “chispa”, que ocurre cuando un campo electrostático fuerte crea un canal conductivo ionizado a través del aire. Sus efectos pueden llevar desde un pequeño malestar sobre una persona, hasta fuego y explosiones si el aire contiene gases o partículas combustibles, pasando, evidentemente, por causar serios daños sobre los equipos electrónicos.
Muchas de las descargas electrostáticas ocurren sin una “chispa” visible o audible, por ejemplo, una persona porta una carga relativamente pequeña y puede que no sienta la descarga, pero ésta es lo suficientemente potente para dañar componentes electrónicos muy sensibles. Estos tipos de descargas invisibles, pueden causar fallos en los dispositivos, e incluso degradarlos de una forma más pasiva, afectándolos a largo plazo y dando fe del daño cuando ya ha avanzado bastante su tiempo de vida.

### Chispa o rayo
La chispa se da cuando la fuerza del campo eléctrico supera la fuerza dieléctrica del aire (aproximadamente de 4 – 30 kV/cm). Esto puede causar un rápido incremento del número de electrones e iones libres en el aire, provocando que el aire se convierta de pronto en un conductor eléctrico mediante un proceso llamado “caída dieléctrica”.
El mejor ejemplo de una "chispa" natural, es la caída de un rayo. En este caso, la diferencia potencial entre una nube y el suelo, o entre dos nubes, es de cientos de millones de voltios. La corriente resultante que fluye a través del aire ionizado provoca una liberación de energía de forma explosiva.
Las "chispas" pueden causar graves explosiones debido a las altas temperaturas que se alcanzan durante su desarrollo. Un ejemplo de ello es el desastre del dirigible Hindenburg, que, tras numerosas teorías sobre cómo se produjo el accidente, este fue atribuido a una descarga electrostática que prendió fuego a unos paneles manchados con termita, un compuesto que es altamente inflamable. La aeronave había pasado por una tormenta donde había adquirido una gran carga electrostática. La descarga ocurrió cuando fueron a amarrar las cuerdas para aterrizar en Nueva Jersey en 1937.

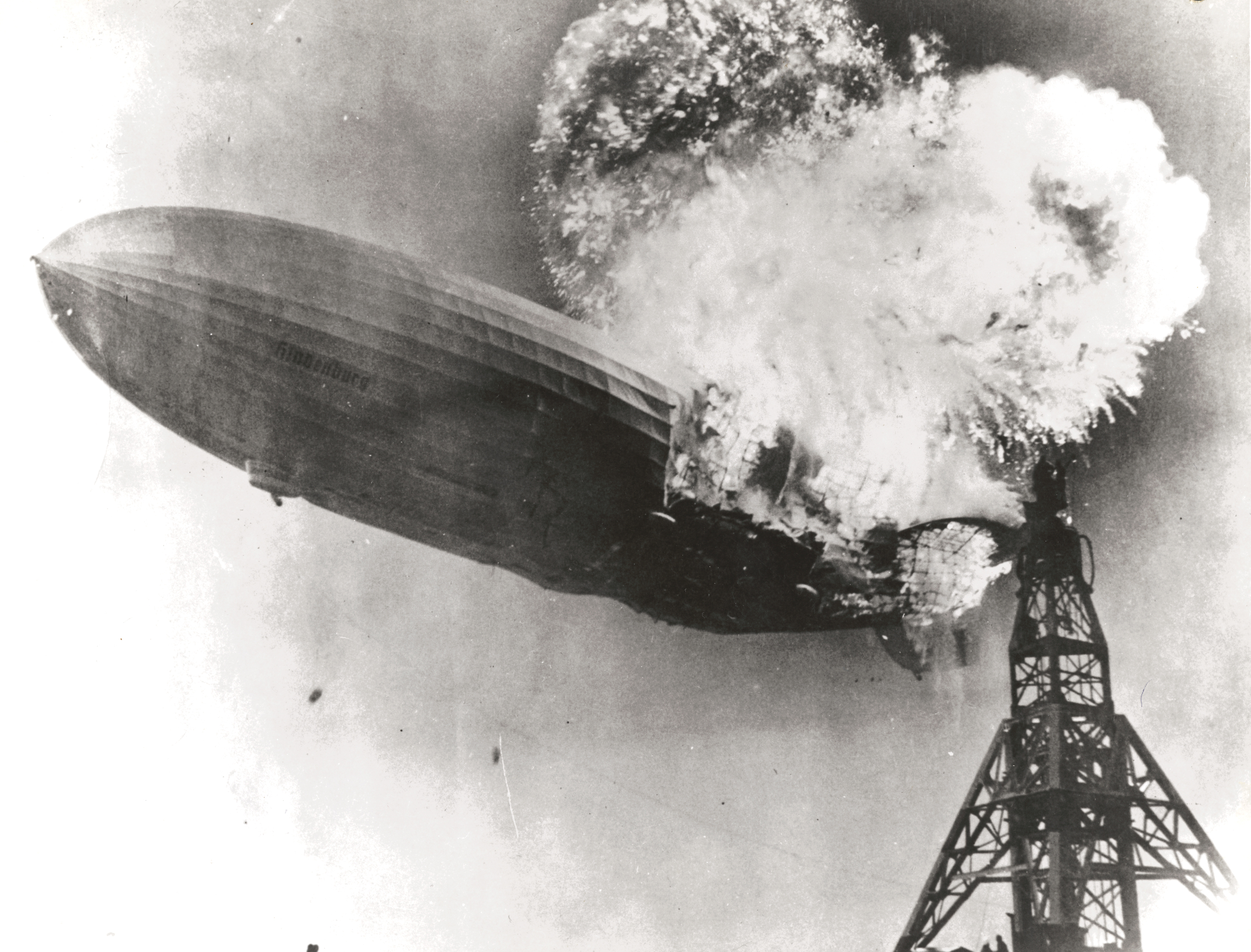
El Hindenburg momentos después de comenzar a arder.

### Efecto corona
El efecto corona se produce, por ejemplo, en los conductores de las líneas de alta tensión y se manifiesta en forma de halo luminoso a su alrededor. Dado que los conductores suelen ser de sección circular, el halo adopta la forma de corona, de ahí el nombre.
La causa se encuentra en la ionización del aire circundante al conductor debido a los altos niveles de tensión en la línea. En el momento que las moléculas de aire se ionizan, éstas son capaces de conducir la corriente eléctrica y parte de los electrones pasan de la línea al aire. Tal circulación provoca un incremento de temperatura en el gas, dándole un color rojizo para niveles bajos de temperatura o azulado para niveles altos. Esto provoca que se pueda cuantificar su intensidad según el color del halo.
El primer registro de esta forma de descarga electrostática es el “Fuego de San Telmo”. En clima tormentoso en la mar, a veces aparecían luces como flamas rojizas o azuladas en la parte superior de los mástiles de los barcos. Los marineros lo asociaban con una forma de protección y lo nombraron en honor a su patrono, Erasmo de Formia (San Telmo).

### Descarga "cepillo"
Esta forma de descarga electrostática es un tipo particular de descarga corona, que tiene lugar entre dos electrodos incrustados en un medio no conductor y se caracteriza por débiles y claras bifurcaciones compuestas por partículas ionizadas.
Estas descargas pueden ocurrir entre plásticos aislantes cargados como el polietileno y un conductor. La energía máxima asociada a una descarga de este tipo no suele superar los 4mJ pudiendo ser inflamables pero es menos probable que provoquen la ignición del aire que otro tipo de descarga entre dos conductores.

## Fenomenología
- Automovilistas y pasajeros conocen de sobra los efectos del fenómeno "ESD" que se produce cuando tocan las extremidades de la puerta o del maletero, con la punta del capó o del ángulo de cualquier montante de la carrocería. Aunque la potencia de dicha descarga sea débil y carezca de peligrosidad, el sujeto es sensible a su manifestación. Se han dado casos excepcionales de automovilistas que, estando cargados sus cuerpos de electricidad estática, han tomado la manguera de combustible en la estación de servicio y al ir a introducir el surtidor en el depósito se ha desencadenado una chispa electrostática que acabó por incendiar la manguera. Para evitar ese suceso tan peligroso es recomendable que antes de repostar se toque una superficie metálica (como la puerta de nuestro coche) para descargar la energía electrostática.
- Cualquiera que sean las distintas formas de receptividad humana, las reacciones son de impotencia. Ante esta serie de hechos, los más precavidos, prudentes o afectados compran pequeñas cintas que incorporan generalmente hilos conductores metálicos, y las colocan en la parte trasera del vehículo, para que por ahí se pueda desprender la electricidad estática. En términos sucintísimos despejados de todo cientifismo, la electricidad estática es más bien triboelectricidad, o sea, electricidad producida por contacto, roce, fricción o frotadura (del griego "tribein", frotar). Su existencia es conocida desde la más lejana antigüedad y la medicina la utiliza desde hace dos siglos para cuidar el sistema nervioso.[cita requerida]
- De todos modos, cualquier persona que tenga cabello largo puede apreciar, cada vez que lo hace, como la frotadura del peine atrae los cabellos. Otro ejemplo muy conocido es el de la piel de los gatos que produce triboelectricidad cuando se pasa los dedos sobre ella: por su actitud, el animal manifiesta claramente la realidad del fenómeno. En un coche no faltan las fuentes de triboelectricidad: "ferodos" o pastillas de los frenos en fricción con disco o tambores y correas de ventilador/alternador, para citar solamente las dos principales.

## En la industria electrónica

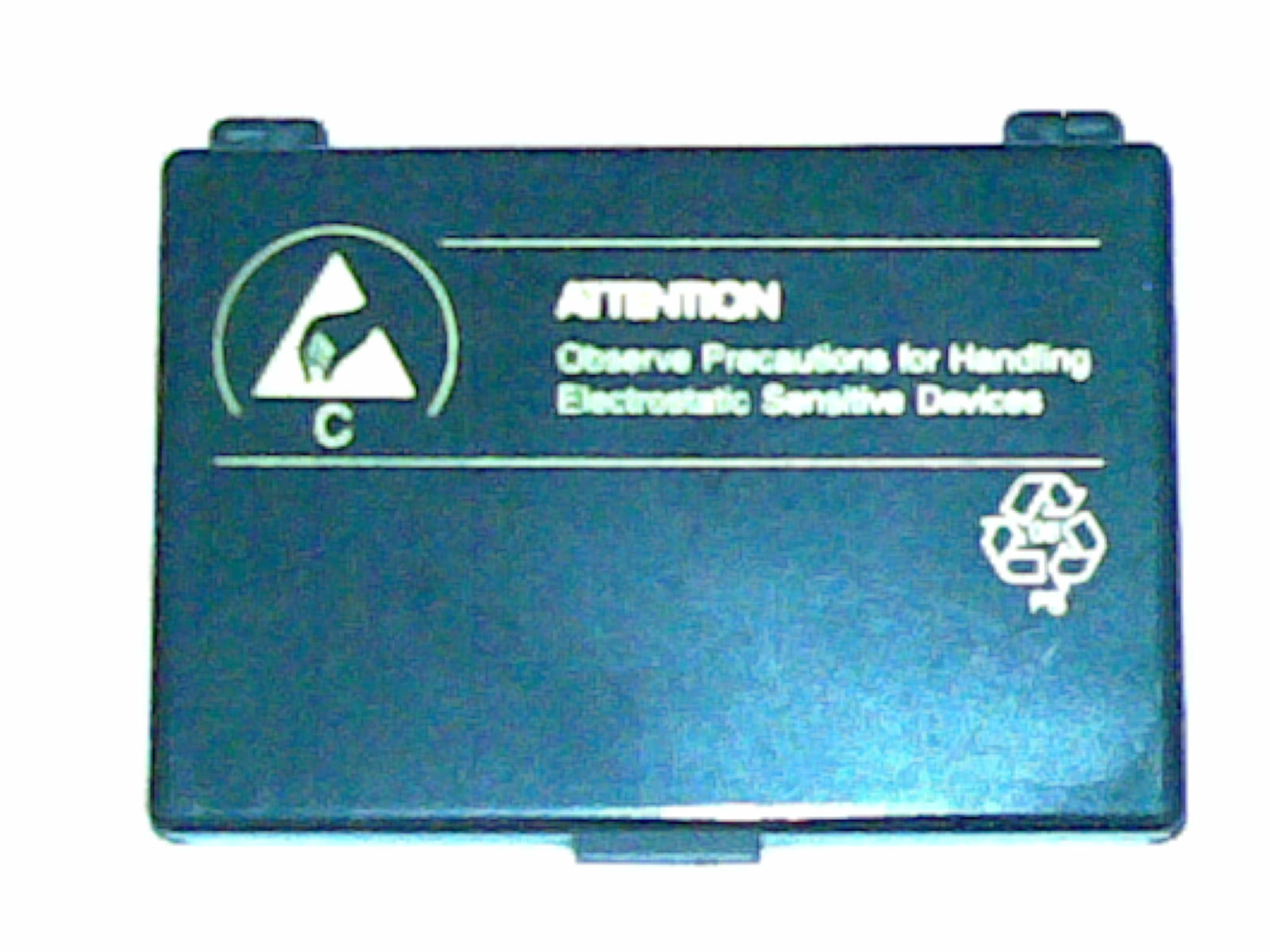
Caja utilizada para el transporte protegido de componentes electrónicos sensibles a descargas electrostáticas.

Las descargas electrostáticas son un serio peligro para la electrónica de estado sólido, ya que pueden inutilizar dispositivos electrónicos. Los circuitos integrados se fabrican con materiales semiconductores como el silicio y con materiales aislantes como el dióxido del silicio. Cualquiera de estos materiales puede sufrir daño permanente cuando se expone a pequeñas cargas eléctricas.
La prevención de ESD se realiza mediante un área de protección electrostática (EPA). El EPA puede ser una estación de trabajo pequeña o un área grande de fabricación. El motivo principal de un EPA es ese: no estar cargando altamente el material en los alrededores de la electrónica sensible a ESD, poner a tierra todos los materiales conductores y poner a tierra a los trabajadores. Así la acumulación de la carga en electrónica sensible de ESD se evita. A la hora de planificar y diseñar un EPA (área de protección electrostática) es esencial la utilización de materiales conductores. La primera y más esencial unidad de protección EPA para proteger el material electrónico expuesto a sufrir daños por descargas electrostáticas es todo aquel elemento que esté en contacto directo con el material a proteger. Por ello, la manipulación, transporte y almacenamiento debe realizarse utilizando productos fabricados con materiales conductores. 
Los sistemas de almacenaje fabricados en plástico conductivo son un buen ejemplo de producto creado específicamente con este cometido. Para ello se le añade al polipropileno copolímero (PPC) con el que están fabricados un aditivo conductivo: el negro de humo. Esto, además de otorgarle un característico color negro, les confiere una resistividad superficial específica que permite derivar a tierra las cargas electrostáticas. De esta forma se pueden almacenar, transportar y manipular de manera segura circuitos, tarjetas, placas, etc…

### Características técnicas de cajas conductivas
- Material de base: Polipropileno copolímero (PPC)
- Aditivo conductivo: Negro de humo
- Color: Negro
- Densidad a 23 °C: 1,04 g/cm³
- Punto de ablandamiento Vicat: 154 °C ISO 306
- Temperatura de utilización: 80-100 °C (permanente) 100-120 °C (tiempo breve)
- Resistencia eléctrica de la superficie: <104 Ω cm (medido de acuerdo a EN 61340 a 20 °C con electrodo anular 5 cm²)
- Resistividad específica: 4 Ω cm (medido de acuerdo a 20 °C con electrodo anular 5 cm²)
- Envejecimiento: no hay disminución de conductividad (en 7 años de servicio)
- Excelente resistencia a los rayos UV
- Resistencia a agentes químicos: óptima (según clasificación PP generalmente válida)

Los estándares internacionales que se utilizan para definir los EPA típicos y se pueden encontrar en las normas de la Comisión electrotécnica internacional (IEC) o del American National Standards Institute (ANSI).

## Control y prevención
Para poder prevenir las descargas electrostáticas, es importante conocer qué las provoca. Normalmente, los materiales del puesto de trabajo pueden ser divididos en 3 categorías: aislantes, disipativos y conductivos.
- Los aislantes son generadores activos de electricidad estática, tales como plásticos, pelo de un gato, o ropa de poliéster.
- Los disipativos tiene baja generación de ESD y tienen la capacidad de descargarse lentamente con riesgo bajo de daño, tal es el caso de madera, papel, cartón.
- Los ESD conductores, son muy obvios, herramientas de metal y otros objetos. Los mangos de plástico pueden ser un problema, ya que el metal pasará la carga estática tan rápido como se genera si está sobre una superficie. Existen muchos otros materiales, como algunos plásticos, que también entran en este grupo, incluso la suciedad y el hormigón, pueden entrar en él.

Hay muchas actividades que generan electricidad estática, por lo que es necesario tener cuidado y mantener un plan de control de las ESD. El sencillo acto de coger cinta de un dispensador puede generar un voltaje bastante grande. Girar alrededor de una silla o cualquier actividad que permita que 2 superficies sean frotadas una contra la otra puede generar electricidad estática.
Existen diversas formas de implementar una protección contra las ESD de forma correcta. Se pueden agrupar en las siguientes áreas:
- Protección contra las ESD en el diseño y ensamblaje de circuitos. La protección debe implementarse en al circuitería con el fin de que los circuitos electrónicos puedan soportar descargas en su tiempo de uso normal. Esto es especialmente importante en las conexiones de carácter externo. También es necesario que los sub-ensamblajes y las placas tengan algunas medidas contra las ESD para cuando haya que manejarlas o tratar con ellas.

- Equipo de montaje y testeo en una EPA (área de protección electrostática). Cuando se montan dispositivos electrónicos, es necesario que los componentes sean manejados de forma que no sean expuestos a ESD. Hoy en día, la mayoría de las compañías tratan todos los componentes como sensibles a la electricidad estática, por lo que se utilizan estrictos controles en las EPAs para proporcionar un entorno protegido contra ESD. El uso de estas EPAs se ha convertido en un estándar en cualquier producción de componentes electrónicos actualmente.

- Almacenamiento de componentes en un área controlada (ESD controlled area). No sólo es necesario asegurar la protección contra ESD en el montaje y ensamblado de los dispositivos, sino que también se debe asegurar que todos los componentes son almacenados y transportados con esta protección implementada.

- Introducción de un control de ESD. La instalación de equipos y la creación de un entorno disipador de estática es el primer paso para crear un área de protección contra la ESD, pero también es necesario introducir una serie de procedimientos correctos y proporcionar formación a los empleados. Sólo cuando el personal comprenda perfectamente los principios para prevenir la ESD, el área de protección podrá funcionar con total seguridad.

Además de estas formas de protección, también existen dispositivos físicos creados especialmente para la prevención de la ESD. Son los llamados, dispositivos antiestáticos.
Un dispositivo antiestático tiene como objetivo reducir la carga de electricidad estática en el cuerpo de una persona o en su equipo, ayudando a prevenir desde pequeños daños hasta fuego o explosiones cuando se está trabajando con líquidos o gases inflamables. Algunos ejemplos pueden ser las pulseras antiestáticas amarradas a tierra que se ponen los técnicos al trabajar en las estaciones de trabajo, bolsas para guardar dispositivos como las que llevan las tarjetas gráficas o los discos duros, tapetes para teclados, ratones, etc.

## Normativa
Hay varias normativas usadas actualmente, que incluyen las normas europeas EN 100015, EN61340-5-1, y la norma americana ANSI/ESD 20:21. 
La EN 61340-5-1 ha superado ahora a la EN 100015, y es el estándar principal en Europa.
la ANSI/ESD 20.20 se utiliza principalmente en Norteamérica. Los fabricantes que todavía usan la EN10015 deben ponerse al día con la EN 61340-5-1 tan pronto como les sea posible.
La ESDA desarrolló el estándar S20.20 que además es soportado por ANSI y conocido como estándar ANSI ESD S20.20. Este cubre todos los requisitos para el diseño, establecimiento, implementación y mantenimiento de un programa completo de control de ESD. 
El nacimiento de este estándar tiene su origen en que, tradicionalmente, eran los militares los que desarrollaban las especificaciones y medidas para el control de la ESD en su EE. UU. Sin embargo, con el paso del tiempo se centraron más en buscar una comercialización de sus estándares que en desarrollar nuevos. Fue entonces cuando el Departamento de Defensa pidió a la ESDA que convirtiese el MIL-STD-1686 en un estándar comercial, el ANSI/ESD S20.20
Pero esto fue hace casi 30 años. Los estándares actuales de la ESDA, están divididos en tres grupos principales:
- Los que proveen de un programa de control de ESD y sus requisitos. Esto incluye documentos como ANSI ESD S20.20-2007—Standard of the Development of an ESD Control Program, ANSI/ESD S8.1—Symbols-ESD Awareness, o ESD TR20.20—ESD Handbook.
- Los que cubren los requisitos para productos y procedimientos específicos. Algunos de los estándares típicos de este grupo son: ANSI/ESD S6.1—Grounding y ANSI/ESD S541—P ackaging Materials for ESD Sensitive Items.
- Los que establecen estándares para los métodos de prueba y evaluación de productos y materiales. Un ejemplo de ello puede ser ANSI/ESDA-JEDEC JS-001-2010—Device Testing, Human Body Model.[4]